# Uniwersytet Ochanomizu
Uniwersytet Ochanomizu (jap. お茶の水女子大学 Ochanomizu Joshi Daigaku) – japońska uczelnia państwowa z siedzibą w Tokio, przeznaczona wyłącznie dla kobiet.
Szkoła została założona w 1875 roku jako studium nauczycielskie dla kobiet (jap. 東京女子師範学校, Tōkyō Joshi Shihan Gakkō, ang. Tokyo Women’s Normal School). Początkowo zlokalizowana była w dzielnicy Ochanomizu. Po trzęsieniu ziemi w 1923 roku, które zniszczyło budynki, uczelnia została przeniesiona w obecne miejsce do dzielnicy Ōtsuka (Bunkyō-ku).
W 1949 roku szkoła zyskała status uniwersytetu, złożonego z trzech wydziałówː Literatury i Edukacji, Nauk Ścisłych i Ekonomii Gospodarstwa Domowego. W 1992 roku Wydział Ekonomii Gospodarstwa Domowego został zreorganizowany i przemianowany na Wydział Nauk o Człowieku i Środowisku.
W 2004 roku wszystkie uniwersytety państwowe zostały przekształcone w państwowe korporacje uniwersyteckie niezależne od rządu.
Przy uniwersytecie znajduje się szkoła podstawowa oraz niższa szkoła średnia (także dla chłopców). W marcu 2019 roku wnuk cesarza Akihito, książę Hisahito, ukończył naukę w szkole podstawowej i w kwietniu rozpoczął naukę w niższej szkole średniej. Jest on pierwszym po II wojnie światowej członkiem rodziny cesarskiej, który nie uczęszcza do Gakushūin, zespołu szkół dla rodziny cesarskiej i arystokratów.
Uniwersytet posiada umowy partnerskie z 75 uczelniami w 27 krajach, w tym z Uniwersytetem Warszawskim.